# Паркер, Алан
Сэр Алан Уильям Паркер (англ. Sir Alan William Parker; 14 февраля 1944, Лондон — 31 июля 2020) — британский кинорежиссёр, сценарист и продюсер, председатель Британской режиссёрской гильдии и основатель британского Комитета по делам кино.

## Биография
Алан Паркер родился в Лондоне. Из рекламного бюро пришел на телевидение, где также занимался рекламой. Снял несколько короткометражек. Первый полнометражный фильм «Багси Мэлоун» (Bugsy Malone, 1976), стилизация под гангстерский фильм с актерами-детьми и стреляющими кремом автоматами, был с интересом встречен в Канне.
Следующая картина «Полуночный экспресс» (Midnight Express, 1978) о страданиях молодого американского случайного наркокурьера в турецкой тюрьме своим полускандальным успехом выдвинула молодого режиссёра в первые ряды англо-американской режиссуры.
В дальнейшем Паркер проявил себя прежде всего как профессионал, снимая фильмы в самых разнообразных жанрах — от мюзикла о студентах Нью-Йоркской высшей школы искусств, такие как «Слава» (Fame, 1980) до семейной драмы («Иди на обман», 1982). «Пинк Флойд — Стена» (Pink Floyd — the Wall, 1982) — оригинальный, визуально решенный в духе телерекламы фильм-видеоклип по альбому рок-группы «Пинк Флойд». «Птаха» (Birdy, 1985, Большой специальный приз жюри МКФ в Канне) философская драма о ветеране вьетнамской войны, в результате посттравматического шока вообразившем себя птицей.
В 2002 году награждён Орденом Британской империи.
Был председателем Британской режиссёрской гильдии. Основатель британского Комитета по делам кино.
Почитал талант Андрея Тарковского, поэтому в своей картине «Сердце ангела» (1987) обыграл знаменитую сцену из «Зеркала», в которой с потолка шёл дождь — у него с потолка течёт кровь.
Умер 31 июля 2020 года.

## Фильмография
- 1976 — Багси Мэлоун / Bugsy Malone
- 1978 — Полуночный экспресс / Midnight Express
- 1980 — Слава / Fame
- 1982 — Как аукнется, так и откликнется / Shoot the Moon
- 1982 — Стена / Pink Floyd — The Wall
- 1984 — Птаха / Birdy
- 1987 — Сердце Ангела / Angel Heart
- 1988 — Миссисипи в огне / Mississippi Burning
- 1990 — Приди узреть рай / Come See the Paradise
- 1991 — Группа «Коммитментс» / The Commitments
- 1994 — Дорога на Веллвилл / The Road to Wellville
- 1996 — Эвита / Evita
- 1999 — Прах Анджелы / Angela’s Ashes
- 2003 — Жизнь Дэвида Гейла / The Life of David Gale

## Награды и номинации
| Премия                              | Год  | Фильм                             | Категория                         | Результат |
| ----------------------------------- | ---- | --------------------------------- | --------------------------------- | --------- |
| «Оскар»                             | 1979 | «Полуночный экспресс»             | Лучший режиссёр                   | Номинация |
| «Оскар»                             | 1989 | «Миссисипи в огне»                | Лучший режиссёр                   | Номинация |
| «Золотой глобус»                    | 1979 | «Полуночный экспресс»             | Лучший режиссёр                   | Номинация |
| «Золотой глобус»                    | 1989 | «Миссисипи в огне»                | Лучший режиссёр                   | Номинация |
| «Золотой глобус»                    | 1997 | «Эвита»                           | Лучший режиссёр                   | Номинация |
| BAFTA                               | 1977 | «Багси Мэлоун»                    | Лучший режиссёр                   | Номинация |
| BAFTA                               | 1977 | «Багси Мэлоун»                    | Лучший сценарий                   | Победа    |
| BAFTA                               | 1979 | «Полуночный экспресс»             | Лучший режиссёр                   | Победа    |
| BAFTA                               | 1981 | «Слава»                           | Лучший режиссёр                   | Номинация |
| BAFTA                               | 1990 | «Миссисипи в огне»                | Лучший режиссёр                   | Номинация |
| BAFTA                               | 1992 | «Группа «Коммитментс»»            | Лучший фильм                      | Победа    |
| BAFTA                               | 1992 | «Группа «Коммитментс»»            | Лучший режиссёр                   | Победа    |
| BAFTA                               | 1997 | «Эвита»                           | Лучший адаптированный сценарий    | Номинация |
| BAFTA                               | 2013 |                                   | Academy Fellowship                | Победа    |
| «Сатурн»                            | 1988 | «Сердце Ангела»                   | Лучший сценарий                   | Номинация |
| «Спутник»                           | 1997 | «Эвита»                           | Лучший фильм — комедия или мюзикл | Победа    |
| Национальный совет кинокритиков США | 1988 | «Миссисипи в огне»                | Лучший режиссёр                   | Победа    |
| Берлинский кинофестиваль            | 1989 | «Миссисипи в огне»                | Золотой медведь                   | Номинация |
| Берлинский кинофестиваль            | 2003 | «Жизнь Дэвида Гейла»              | Золотой медведь                   | Номинация |
| Каннский кинофестиваль              | 1976 | «Багси Мэлоун»                    | Золотая пальмовая ветвь           | Номинация |
| Каннский кинофестиваль              | 1978 | «Полуночный экспресс»             | Золотая пальмовая ветвь           | Номинация |
| Каннский кинофестиваль              | 1982 | «Как аукнется, так и откликнется» | Золотая пальмовая ветвь           | Номинация |
| Каннский кинофестиваль              | 1985 | «Птаха»                           | Золотая пальмовая ветвь           | Номинация |
| Каннский кинофестиваль              | 1985 | «Птаха»                           | Гран-при                          | Победа    |
| Каннский кинофестиваль              | 1990 | «Приди узреть рай»                | Золотая пальмовая ветвь           | Номинация |
| «Сезар»                             | 1981 | «Слава»                           | Лучший иностранный фильм          | Номинация |
| «Давид ди Донателло»                | 1989 | «Миссисипи в огне»                | Лучший иностранный фильм          | Номинация |
| Премия Гильдии режиссёров США       | 1979 | «Полуночный экспресс»             | Лучший режиссёр                   | Номинация |
| Премия Гильдии режиссёров США       | 1989 | «Миссисипи в огне»                | Лучший режиссёр                   | Номинация |

Полный список наград можно посмотреть на IMDb.com Архивная копия от 18 февраля 2009 на Wayback Machine